# Sachiko Miki
Sachiko Miki, 三木 幸子 (Giappone, ...), è una montatrice giapponese.
È conosciuta per aver curato il montaggio di famose pellicole di animazione giapponese, come Neon Genesis Evangelion: The End of Evangelion e Macross: Do you remember love?.

## Filmografia

### Televisione
- Forza campioni
- Kyashan - Il ragazzo androide
- Gigi la trottola
- Fuusen Shoujo Temple-chan
- Generator Gawl
- Blue Blink
- Neon Genesis Evangelion

### Cinema
- Neon Genesis Evangelion: Death & Rebirth
- Neon Genesis Evangelion: The End of Evangelion
- Evangelion: 1.0 You Are (Not) Alone
- Ghost in the Shell 2: Innocence
- Heavy

### OAV
- Figures of Happiness

### Doppiatrice
- Argento Soma come Mrs. Smith (ep 19)